# Brands Hatch
Brands Hatch är en racerbana i Kent, 32 km sydost om London i England.
Race of Champions kördes här med vissa uppehåll 1965-1983. Storbritanniens Grand Prix och Europas Grand Prix i formel 1 har tidigare även körts här.

## F1-vinnare
| Säsong | Förare             | Tillverkare    |
| ------ | ------------------ | -------------- |
| 1986   | Nigel Mansell      | Williams-Honda |
| 1985   | Nigel Mansell      | Williams-Honda |
| 1984   | Niki Lauda         | McLaren-TAG    |
| 1983   | Nelson Piquet      | Brabham-BMW    |
| 1982   | Niki Lauda         | McLaren-Ford   |
| 1980   | Alan Jones         | Williams-Ford  |
| 1978   | Carlos Reutemann   | Ferrari        |
| 1976   | Niki Lauda         | Ferrari        |
| 1974   | Jody Scheckter     | Tyrrell-Ford   |
| 1972   | Emerson Fittipaldi | Lotus-Ford     |
| 1970   | Jochen Rindt       | Lotus-Ford     |
| 1968   | Jo Siffert         | Lotus-Ford     |
| 1966   | Jack Brabham       | Brabham-Repco  |
| 1964   | Jim Clark          | Lotus-Climax   |